# Comuna Săuca, Satu Mare
Săuca (în maghiară: Sződemeter) este o comună în județul Satu Mare, Transilvania, România, formată din satele Becheni, Cean, Chisău, Săuca (reședința) și Silvaș.

## Demografie
Componența etnică a comunei Săuca
     Români (36,36%)
     Romi (34,39%)
     Maghiari (19,5%)
     Alte etnii (0%)
     Necunoscută (9,75%)
Componența confesională a comunei Săuca
     Ortodocși (30,33%)
     Greco-catolici (27,08%)
     Reformați (19,03%)
     Baptiști (9,41%)
     Romano-catolici (2,1%)
     Alte religii (2,1%)
     Necunoscută (9,95%)
Conform recensământului efectuat în 2021, populația comunei Săuca se ridică la 1.477 de locuitori, în creștere față de recensământul anterior din 2011, când fuseseră înregistrați 1.376 de locuitori. Cei mai mulți locuitori sunt români (36,36%), cu minorități de romi (34,39%) și maghiari (19,5%), iar pentru 9,75% nu se cunoaște apartenența etnică. Din punct de vedere confesional, cei mai mulți locuitori sunt ortodocși (30,33%), cu minorități de greco-catolici (27,08%), reformați (19,03%), baptiști (9,41%) și romano-catolici (2,1%), iar pentru 9,95% nu se cunoaște apartenența confesională.

## Politică și administrație
Comuna Săuca este administrată de un primar și un consiliu local compus din 11 consilieri. Primarul, David Hodorog[*], de la Partidul Național Liberal, este în funcție din 1 noiembrie 2024. Începând cu alegerile locale din 2024, consiliul local are următoarea componență pe partide politice:
|  | Partid                                 | Consilieri | Componența Consiliului | Componența Consiliului | Componența Consiliului | Componența Consiliului | Componența Consiliului |
|  | -------------------------------------- | ---------- | ---------------------- | ---------------------- | ---------------------- | ---------------------- | ---------------------- |
|  | Partidul Social Democrat               | 5          |                        |                        |                        |                        |                        |
|  | Partidul Național Liberal              | 5          |                        |                        |                        |                        |                        |
|  | Uniunea Democrată Maghiară din România | 1          |                        |                        |                        |                        |                        |